# Begonia ankaranensis
Espèce
Begonia ankaranensis est une espèce de plantes de la famille des Begoniaceae. Ce bégonia est originaire de Madagascar. L'espèce fait partie de la section Quadrilobaria. Elle a été décrite en 1971 par Gérard-Guy Aymonin (1934-2014) et Jean Bosser (1922-2013), à la suite du travail de Henri Jean Humbert (1887-1967). L'épithète spécifique ankaranensis signifie « de Ankara », en référence au massif de Ankara, dans la réserve spéciale d'Ankarana à Madagascar. 

## Répartition géographique
Cette espèce est originaire du pays suivant : Madagascar.